# Aletes
Aletes, na mitologia grega, foi um filho de Egisto. Ele usurpou o trono de Micenas, mas foi morto por Orestes.
Orestes havia matado a própria mãe, Clitemnestra, e seu amante, Egisto, que era seu parente. Atormentado pelas fúrias de sua mãe, e seguindo um conselho do oráculo de Delfos, Orestes foi à corte do rei Toas da Táurida, mas Orestes, com seu companheiro Pilades, foram capturados e conduzidos ao sacrifício à deusa Diana. Orestes escapou porque a sacerdotisa de Diana era sua irmã Ifigênia, e o sacerdote de Apolo era seu meio-irmão, Crises, filho de Agamemnon.
Enquanto Orestes estava fora, chegou uma mensagem falsa a Electra dizendo que Orestes e Pilades haviam sido sacrificados a Diana, e Aletes, filho de Egisto, acreditando que nenhum atrida havia sobrevivido, tomou o poder em Micenas. Porém Orestes retornou, matou Aletes, e só poupou Erigone, filha de Egisto e Clitemnestra, porque a deusa Diana a resgatou, e fez dela uma sacerdotisa na Ática.